# Denys Cochin
Baron Denys Marie Pierre Augustin Cochin (ur. 1 września 1851 w Paryżu, zm. 24 marca 1922 tamże) – francuski pisarz i polityk z ramienia katolickiej prawicy. Od 16 listopada 1911 był członkiem Akademii Francuskiej.

## Publikacje
- L’Évolution de la vie (The Evolution of Life; 1885)
- Le Monde extérieur (The exterior World; 1895)
- Contre les barbares (Against the barbarians; 1899)
- L’Esprit nouveau (The new Spirit; 1900)
- Ententes et ruptures (Alliances and breakups; 1905)